# 广西交通一卡通
广西交通一卡通是中华人民共和国广西壮族自治区的公共交通一卡通项目，是由自治区交通运输厅负责，广西交通一卡通有限公司具体实施的一项政府民生工程。桂民卡是广西交通一卡通的主品牌。
广西交通一卡通项目旨在建立客运交通工具的交通一卡通系统，实现全广西范围内交通一卡通的互联互通，提供便利的公共出行服务。其工作内容包括在各地级市建设市级交通一卡通平台，通过自治区级交通一卡通平台统一接入全国交通一卡通互联互通清分结算平台；发行符合《城市公共交通IC卡技术规范》的交通一卡通（即“交通联合”卡），卡片支持异地使用；通过刷卡机具升级改造，实现交通一卡通互联互通。2018年11月，自治区级及14个地级市级交通一卡通平台建设全部完成，全区地级市实现交通一卡通互联互通。
广西交通一卡通有限公司负责自治区级交通一卡通平台，代管全区交通一卡通发卡密钥。设区市自主决定推进市级交通一卡通互联互通建设工作的具体模式，可由广西交通一卡通公司参建或代建。

## 桂民卡
桂民卡是广西交通一卡通的主品牌（自治区级品牌），也指由广西壮族自治区内发卡机构发行的“交通联合”卡。桂民卡采双品牌、双版面策略，一面是统一的全区品牌和版面，另一面是具有地方特色的品牌和版面。

### 非联名卡
| 地级市   | 发卡品牌                       | 发卡营运主体                     | 备注                                                 |
| -------- | ------------------------------ | -------------------------------- | ---------------------------------------------------- |
| 南宁市   | 邕桂通                         | 南宁市市民卡信息服务有限责任公司 |                                                      |
| 桂林市   | 桂林通卡                       | 桂林市鼎睿交通一卡通有限公司     |                                                      |
| 玉林市   | 玉林市民卡、玉林交通旅游一卡通 | 玉林智慧城市建设有限公司         | 玉林市民卡为实名制卡，玉林交通旅游一卡通为非实名制卡 |
| 柳州市   | 柳州市民卡                     | 广西交通一卡通有限公司           | 未发行普卡                                           |
| 梧州市   | 梧州通                         | 广西交通一卡通有限公司           |                                                      |
| 北海市   | 北海通                         | 广西交通一卡通有限公司           |                                                      |
| 防城港市 | 防城港通                       | 广西交通一卡通有限公司           |                                                      |
| 钦州市   | 钦州市民卡                     | 广西交通一卡通有限公司           |                                                      |
| 贵港市   | 贵港市民卡                     | 广西交通一卡通有限公司           |                                                      |
| 百色市   | 百色通                         | 广西交通一卡通有限公司           |                                                      |
| 贺州市   | 贺州通                         | 广西交通一卡通有限公司           |                                                      |
| 河池市   | 河池通                         | 广西交通一卡通有限公司           |                                                      |
| 来宾市   | 来宾通                         | 广西交通一卡通有限公司           |                                                      |
| 崇左市   | 崇左通                         | 广西交通一卡通有限公司           |                                                      |

#### 邕桂通[註 2]（南宁市）
邕桂通是南宁市民卡的子品牌，邕桂通卡由南宁市人民政府授权南宁市市民卡信息服务有限责任公司发行。现阶段，邕桂通卡均为不记名卡。

### 银行联名卡
由广西交通一卡通有限公司与银行联合发行。
| 发卡品牌              | 合作单位                                               | 备注           |
| --------------------- | ------------------------------------------------------ | -------------- |
| 桂林市民一卡通        | 桂林市鼎睿交通一卡通有限公司、广西桂林漓江农村合作银行 | 仅在桂林市发行 |
| 广西北部湾银行·桂民卡 | 广西交通一卡通有限公司、广西北部湾银行                 |                |
| 北部湾市民卡          | 广西交通一卡通有限公司、广西北部湾银行                 |                |
| 河池分行长寿卡        | 广西交通一卡通有限公司、广西北部湾银行                 |                |
| 桂民卡·柳州市民卡     | 广西交通一卡通有限公司、柳州银行                       | 仅在柳州市发行 |
| 柳州银行·桂民卡       | 广西交通一卡通有限公司、柳州银行                       |                |

## 历史
2015年4月30日，中华人民共和国交通运输部公开发布《交通运输部关于促进交通一卡通健康发展加快实现互联互通的指导意见》。同年，广西交通一卡通工作领导小组成立。11月21日，广西壮族自治区人民政府公开发布《广西壮族自治区人民政府办公厅关于转发交通运输厅全区交通一卡通工作实施方案的通知》。
2016年1月12日，广西壮族自治区交通运输厅发函要求各市政府加快推进全区交通一卡通互联互通工作。2月29日，自治区政府印发《广西壮族自治区人民政府关于印发广西壮族自治区国民经济和社会发展第十三个五年规划纲要的通知》，首次将交通一卡通列入广西国民经济和社会发展规划纲要。
2016年11月，钦州、北海、防城港市陆续发行桂民卡。
2018年1月23日，“广西交通一卡通·腾讯乘车码”首发启用。
2018年，广西14个地级市全部实现交通一卡通互联互通。
2019年10月24日，广西地方标准《交通一卡通技术规范》（送审稿）审定会召开，该规范顺利通过审定，并于次年7月30日起实施。
2020年1月14日，自治区交通运输厅印发《数字广西交通运输创新发展三年行动计划（2020—2022年）》。计划中提出，要深化交通一卡通、联网售票系统应用。
2021年1月1日，广西交通运输行业指南《交通一卡通二维码支付技术指南》《交通一卡通移动支付技术指南》正式实施。
2021年9月3日，自治区交通运输厅在贵港市平南县召开县级交通一卡通互联互通推进会。
2021年9月30日，南宁市正式实施全国交通一卡通互联互通卡新优惠政策，持全国交通一卡通互联互通卡乘坐南宁市市区公交线路和轨道交通线路享9折优惠。
2022年，自治区财政厅指出，将继续支持交通一卡通互联互通升级建设工作，确保2023年实现15个县（市、区）交通一卡通互联互通，力争完成21个县（市、区）交通一卡通互联互通建设工作。
2024年9月，媒体报道，广西已制发加载全国交通一卡通互联互通密钥的第三代社会保障卡测试卡，测试异地交通功能，技术上实现跨省、跨市公交刷卡识别、付费等功能。
2024年10月24日，广西壮族自治区交通运输厅召开交通一卡通互联互通县域全覆盖桂林推进会。会议上，广西交通一卡通有限公司表示，将确保至“十四五”末实现交通一卡通互联互通100%覆盖广西所有县域。

## 备注
1. 1 2  2024年4月，原南宁市市民卡信息服务有限责任公司更名为南宁轨道数智科技有限公司。[44]
2. ↑  南宁市交通运输局于2021年发布的《南宁市公交换乘票价优惠方案》将邕桂通卡称为“南宁市民卡·全国通”。[16]
3. ↑  2023年，柳州银行发布公告指，据柳州市大数据发展局函件通知，柳州市民卡工程项目系统即将下线关闭，届时原柳州银行市民卡、桂民卡系列卡种的乘坐公交功能将无法使用；此外，该行将在当年7月1日起停止上述卡种公交功能的应用。[23]12月，柳州银行另发公告指，市民卡系列卡种（一代市民卡，无“桂民卡”及“交通联合”标识[24]）的公交应用功能将于当年12月31日停止使用，而原存量桂民卡系列卡种的公交应用功能则不受影响，可继续持卡乘坐全区公交一卡通应用系统交通工具。持卡人亦可前往该行任一网点申请市民卡系列卡电子钱包、桂民卡系列卡一卡通钱包的销户及退款。[25]